# 5709 (année hébraïque)
5709 (hébreu : ה'תש"ט , abbr. : תש"ט) est une année hébraïque qui a commencé à la veille au soir du 4 octobre 1948 et s'est finie le 23 septembre 1949. Cette année a compté 355 jours. Ce fut une année simple dans le cycle métonique, avec un seul mois de Adar. Ce fut la quatrième année depuis la dernière année de chemitta.
En l'an 5709, l'État d'Israël a fêté sa première année d'indépendance.

## Calendrier
Ce calendrier hébraïque de l'année 5709 donne les correspondances avec les dates du calendrier grégorien.
Le premier nombre dans chaque case correspond au jour du mois hébraïque. Les jours en couleurs sont des jours remarquables juifs ou israéliens.
| ◄◄ | 5709 | ►► |

## Événements
- Opération Hiram
- Élections législatives israéliennes de 1949
- Opération Ouvda
- Accords d'armistice israélo-arabes de 1949

## Naissances
- Bernard-Henri Lévy
- Judith A. Resnik
- Dominique Strauss-Kahn
- Billy Joel

## Décès
- Elisheva Bichovsky
- Jankel Adler

5704 - 5705 - 5706 - 5707 - 5708 - 5709 - 5710 - 5711 - 5712 - 5713 - 5714